# Seznam valladolidských biskupů a arcibiskupů
Seznam valladolidských biskupů a arcibiskupů uvádí posloupnost biskupů (v letech 1595–1858) a arcibiskupů diecéze, od roku 1857 arcidiecéze valladolidské.

## Biskupové valladolidští (1595–1858)
- Bartolomé de la Plaza (1596–1600)
- Juan Bautista Acevedo Muñoz (1601–1606)
- Juan Vigil de Quiñones y Labiada (1607–1616)
- Francisco Sobrino Morillas (1616–1618)
- Enrique Pimentel Zúñiga (1619–1623)
- Alfonso López Gallo (1624–1627)
- Juan Torres de Osorio (1627–1632)
- Gregorio Pedrosa Casares, O.S.H. (1633–1645)
- Juan Merino López, O.F.M. (1647–1663)
- Francisco de Seijas Losada (1664–1670)
- Jacinto de Boada y Montenegro (1670–1671)
- Gabriel de la Calle y Heredia (1671–1682)
- Diego de la Cueva y Aldana (1683–1707)
- Andrés Orueta Barasorda (1708–1716)
- José de Talavera Gómez de Eugenio, O.S.H. (1716–1727)
- Julián Domínguez y Toledo (1728–1743)
- Martín Delgado Cenarro y Lapiedra (1743–1753)
- Isidoro Cossío Bustamente (1754–1768)
- Manuel Rubín Celis (1768–1773)
- Antonio Joaquín Soria (1773–1784)
- Manuel Joaquín Morón (1785–1801)
- Juan Antonio Pérez Hernández de Larrea (1802–1803)
- Vicente José Soto Valcárce (1803–1818)
- Juan Baltasar Toledano (1824–1830)
- José Antonio de Rivadeneyra (1830–1856)

## Arcibiskupové valladolidští (od roku 1857)
- Luis de la Lastra y Cuesta (1857–1863)
- Juan de la Cruz Ignacio Moreno y Maisanove (1863–1875)
- Fernando Blanco y Lorenzo, O.P. (1875–1881)
- Benito Sanz y Forés (1881–1889)
- Mariano Miguel Gómez Alguacil y Fernández (1889–1891)
- Antonio María Cascajares y Azara (1891–1901)
- José María Justo Cos y Macho (1901–1919)
- Remigio Gandásegui y Gorrochátegui (1920–1937)
- Antonio García y García (1938–1953)
- José García y Goldaraz (1953–1970)
- Félix Romero Menjíbar (1970–1974)
- José Delicado Baeza (1975–2002)
- Braulio Rodríguez Plaza (2002–2009)
- Ricardo Blázquez Pérez (2010–...)